# 伊勢五
伊勢五（いせご）は、東京都文京区千石にある、創業が享保年代の木造の2階建ての米屋店舗。

## 概要
創業年代が1716年-1736年の享保年間で、主屋は明治前期、1868年（明治元年）頃に建築。1923年（大正12年）に起きた関東大震災後に土蔵を建築した。その後、1949年（昭和24年）に改修された。第二次世界大戦や東京大空襲にも戦災を免れている。

## 沿革
- 1716年-1736年（享保年間） - 米屋・伊勢五を創業した。
- 1868年（明治前期） - 主屋を建築した。
- 1923年（大正12年） - 土蔵を建築した。
- 1949年（昭和24年） - 主屋と土蔵の改修を行った[1]。

## 営業情報
- 定休日 - 日曜、祝日
- 営業時間 - 午前8時30分 - 午後6時30分
- 駐車場 - 無し

## 文化財

### 登録有形文化財（建造物）
伊勢五主屋
1868年-1911年（明治前期）、建築：木造2階建、瓦葺、建築面積：124m2。
登録年月日：2003年（平成15年）9月19日、種別：産業3次、登録基準：国土の歴史的景観に寄与しているもの。
伊勢五蔵
1923年（大正12年）、建築：土蔵造2階建、瓦葺、建築面積:25m2。
登録年月日：2003年（平成15年）9月19日、種別：産業3次、登録基準：国土の歴史的景観に寄与しているもの。

## 交通アクセス
- - 都営三田線 - 千石駅より徒歩10分
  - 東京メトロ丸ノ内線 - 茗荷谷駅、新大塚駅より徒歩15分

## ギャラリー

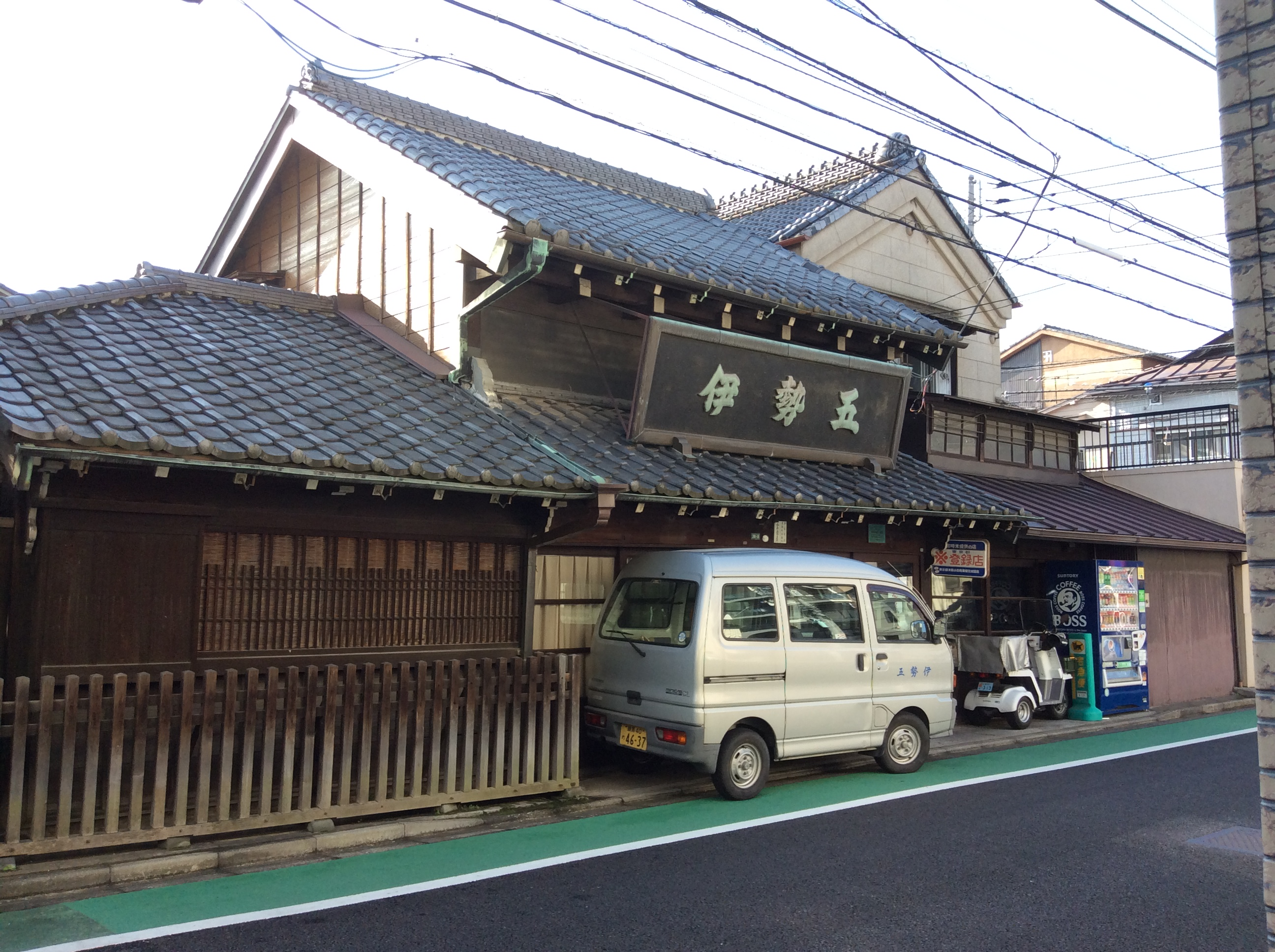
北東側からの外観（2015年11月24日撮影）
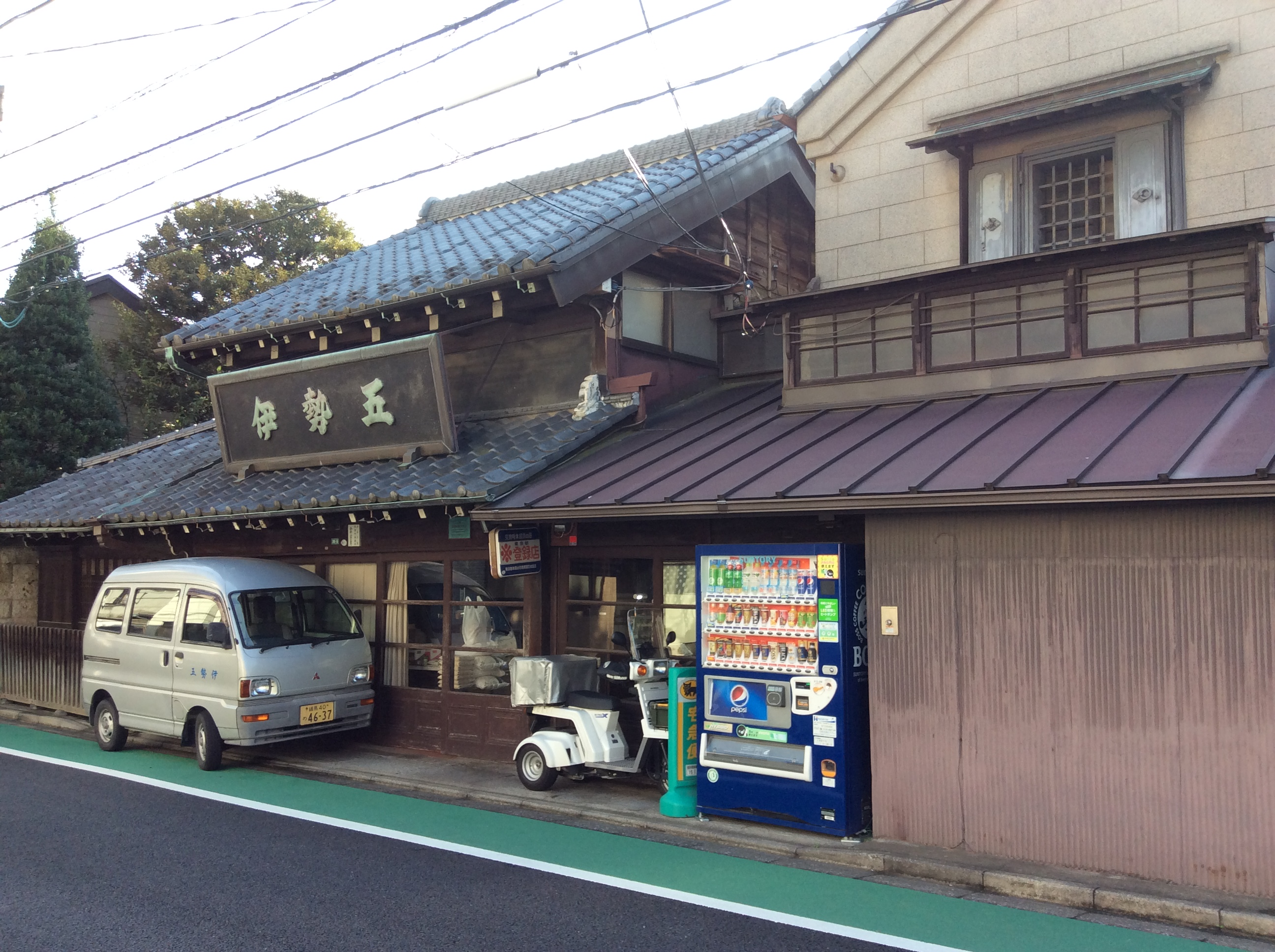
北西側からの外観（2015年11月24日撮影）